# Strandtjärnen, Medelpad
Strandtjärnen är en sjö i Sundsvalls kommun i Medelpad och ingår i Selångersåns huvudavrinningsområde.